# Stemorrhages sericea
Espèce
Synonymes
- Phalaena (Pyralis) sericea Drury, 1773
- Margarodes beryllalis Guenée, 1854
- Margarodes beryttalis
- Margaronia congradalis Hübner, 1825
- Geometra laterata Fabricius, 1794
- Phalaena Noctua polita Cramer, 1779
- Margarodes sericeolalis Guenée, 1862
- Botys thalassinalis Boisduval, 1833

Stemorrhages sericea est une espèce d'insectes de l'ordre des lépidoptères (papillons), de la famille des Crambidae.
En le trouve en Afrique au sud du Sahara.
Ses chenilles se nourrissent de Rubiaceae et Apocynaceae et les adultes ont une couleur turquoise pâle.